# Juncos
Juncos ist eine der 78 Gemeinden von Puerto Rico.
Sie liegt im Osten von Puerto Rico. Sie hatte 2019 eine Einwohnerzahl von 38.155 Personen.

## Geschichte
Im 17. Jahrhundert waren große Teile der Gemeinde im Besitz des Hato Grande de los Delgado (Große Ranch der Delgados). Eine weitere Ranch, die Hato del Valenciano (Ranch der Valencianer), wurde gegründet und später in die Hatillo de los Lirios (Kleine Ranch der Lilien) und die Hatillo de los Juncos (Kleine Ranch des Schilfs) aufgeteilt. Diese zweite wurde im 18. Jahrhundert zum Dorf Juncos und erhielt am 2. August 1797 den Status einer Gemeinde. Das Schilfrohr, das der Stadt ihren Namen gab, befindet sich in der Mitte der Flagge und im unteren Teil des Wappens. An den Hato del Valenciano erinnert der Name des Río Valenciano, und auch das Wappen von Valencia findet sich im Wappen von Juncos wieder.

## Gliederung
Die Gemeinde ist in 10 Barrios aufgeteilt:
1. Caimito
2. Ceiba Norte
3. Ceiba Sur
4. Gurabo Abajo
5. Gurabo Arriba
6. Juncos barrio-pueblo
7. Lirios
8. Mamey
9. Valenciano Abajo
10. Valenciano Arriba

## Persönlichkeiten
- Luis Resto (* 1955), Boxer